# Diopatra akarana
Diopatra akarana är en ringmaskart som beskrevs av Knox och Gilbert Henry Hicks 1973. Diopatra akarana ingår i släktet Diopatra och familjen Onuphidae.
Artens utbredningsområde är havet kring Nya Zeeland. Inga underarter finns listade i Catalogue of Life.